# Croton muriculatus
Espèce
Croton muriculatus est une espèce de plantes à fleurs du genre Croton et de la famille des Euphorbiaceae présente au nord-est de la Papouasie-Nouvelle-Guinée.